# John Joseph Caldwell Abbott
John Joseph Caldwell Abbott o John Abbott (Saint-André-d'Argenteuil, 12 marzo 1821 – Montréal, 30 ottobre 1893) è stato un politico canadese.
Fu il terzo Primo ministro del Canada dal 16 giugno 1891 al 24 novembre 1892.

## Biografia
John Abbott nacque a Saint-André, in Basso Canada (adesso Québec) da Joseph Abbott e Harriet Bradford. Nel 1849, sposò Mary Bethune  (1823-1898) da cui ebbe quattro figli e quattro figlie.
Abbott era un massone, fu iniziato nel 1847 nella  "St. Paul's Lodge n°374" di Montréal.